# Archigrammitis friderici-et-pauli
Archigrammitis friderici-et-pauli är en stensöteväxtart som först beskrevs av Christ, och fick sitt nu gällande namn av Barbara S. Parris. Archigrammitis friderici-et-pauli ingår i släktet Archigrammitis och familjen Polypodiaceae. Inga underarter finns listade.